# Palazzo del Governo (Arezzo)
Il palazzo del Governo è un edificio situato tra piazza Poggio del Sole 1 e via Fra' Guittone 4- 8 ad Arezzo.

## Storia
Alla metà degli anni trenta l'allora Prefetto di Arezzo, Stefano Podestà, incarica Giovanni Michelucci di progettare una nuova sede per il governo cittadino. Il terreno viene individuato nell'area strategica di Poggio del Sole, collocata all'interno delle mura e in prossimità della stazione ferroviaria. Michelucci elabora il progetto generale nella primavera del 1937: altri disegni esecutivi vengono consegnati alla committenza in fasi diverse, tra l'agosto ed il settembre del 1937 ed il gennaio del 1938. I lavoratori procedono per tre blocchi distinti, corrispondenti rispettivamente al fabbricato questura, a quello della prefettura ed infine al salone. A seguito di un incidente sul cantiere, i lavori vengono interrotti e il direttore dei lavori richiede la riunione di una commissione per la constatazione dello stato di maturazione delle fondazioni. I lavori vengono ripresi nel marzo del 1938 e nell'aprile dello stesso anno sono quasi gettati i solai della Prefettura e del Salone. Il palazzo è inaugurato alla fine del 1939.
Durante la guerra viene pressoché distrutto il salone delle feste, ricostruito su disegni originali nel 1947, e le statue in facciata sono danneggiate (le due distrutte vengono rimodellate dallo scultore Giovanni Bianchi.)
Nell'immediato dopoguerra la scultura commemorativa del giardino viene sostituita con il Monumento al partigiano di B.Giorgi.

## Descrizione

### Ubicazione

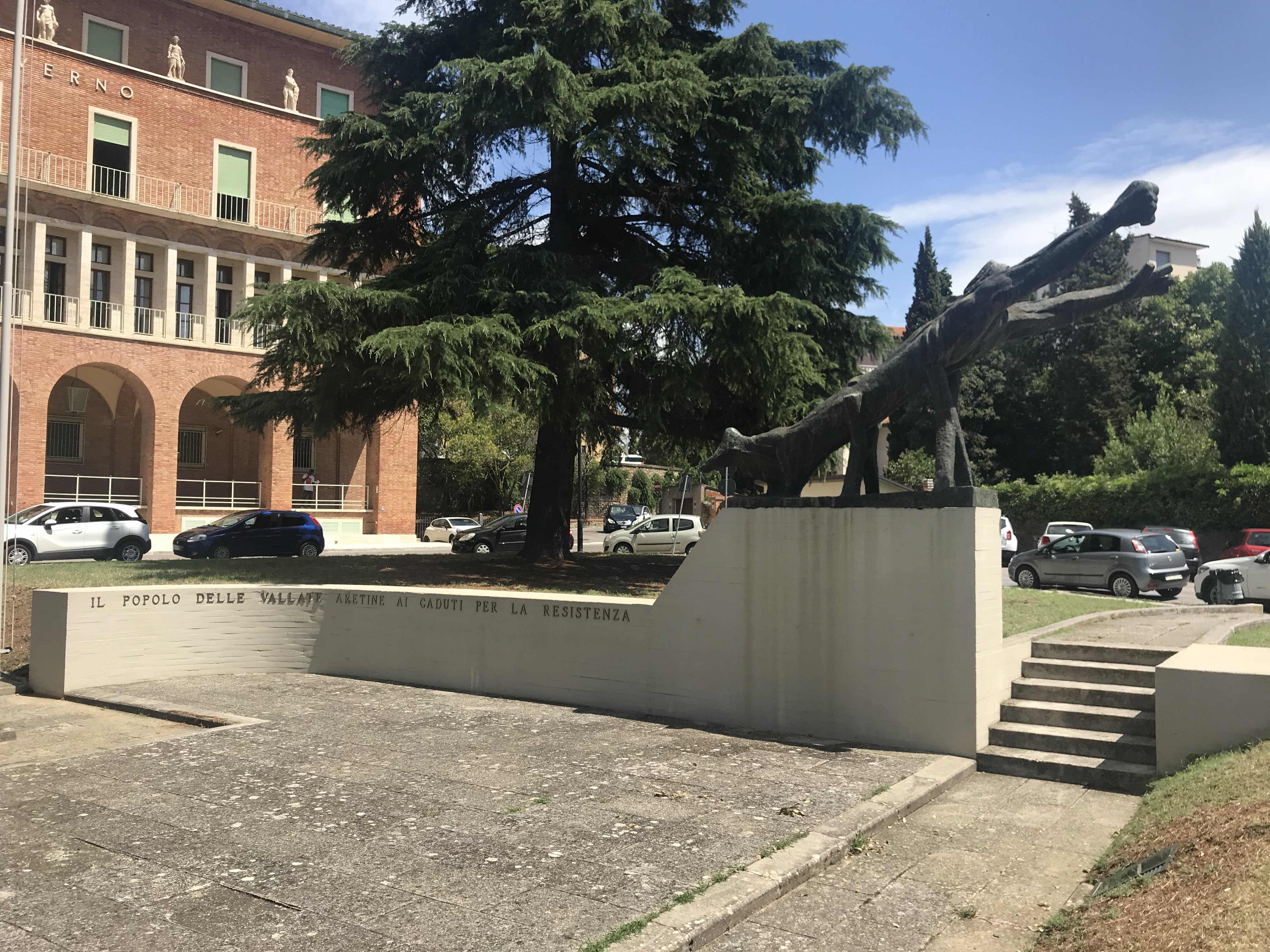
Monumento al Partigiano

Il palazzo è situato all'estremità sud occidentale della città murata, all'apice di una collinetta naturale concepita come una vera e propria acropoli amministrativa (oltre alla Prefettura ed alla Questura vi è infatti collocata anche la sede del Genio Civile). Grazie a tale collocazione, l'edificio si configura come un chiaro segnale di riferimento nel circostante tessuto cittadino e assume un'immagine particolarmente maestosa, enfatizzata dal fronte meridionale ad esedra, se visto dalla stazione.
Il complesso si articola nei tre diversi corpi della Prefettura, della Questura e del Salone delle feste - collegati ma distinti per volumetria, lessico e uso dei materiali - distribuiti all'interno di un lotto irregolare, delimitato a nord dalla sede del Genio Civile, a occidente da via Fra' Guittone, sulla quale si articola il lungo fronte della Questura, e a sud dalla piazza di Poggio del Sole, dominata dal fronte concavo e porticato della Prefettura. In tale piazza è stato ricavato un giardino a pianta triangolare al cui centro è disegnato un percorso pedonale, lievemente disassato rispetto al fornice centrale d'accesso, dominato dalla scultura bronzea del Monumento al Partigiano.
Il complesso si compone di tre diversi nuclei: la Prefettura, fondale aulico della piazza di Poggio del Sole, la Questura, che si sviluppa lungo via Fra' Guittone e, sul retro, la Sala delle Feste. I tre edifici, collegati tra loro e caratterizzati dalla volumetria estremamente compatta e dall'impianto curvilineo, sono uniformati dal lessico classicamente razionalista ma si differenziano sia per l'uso dei materiali che per la differente rilevanza dell'apparato decorativo: il palazzo della Prefettura ha muratura in mattoni e decorazioni in travertino, la Sala delle Feste e la Questura sono semplicemente intonacate (la seconda ha una maggior ricercatezza negli interni).

### Prefettura

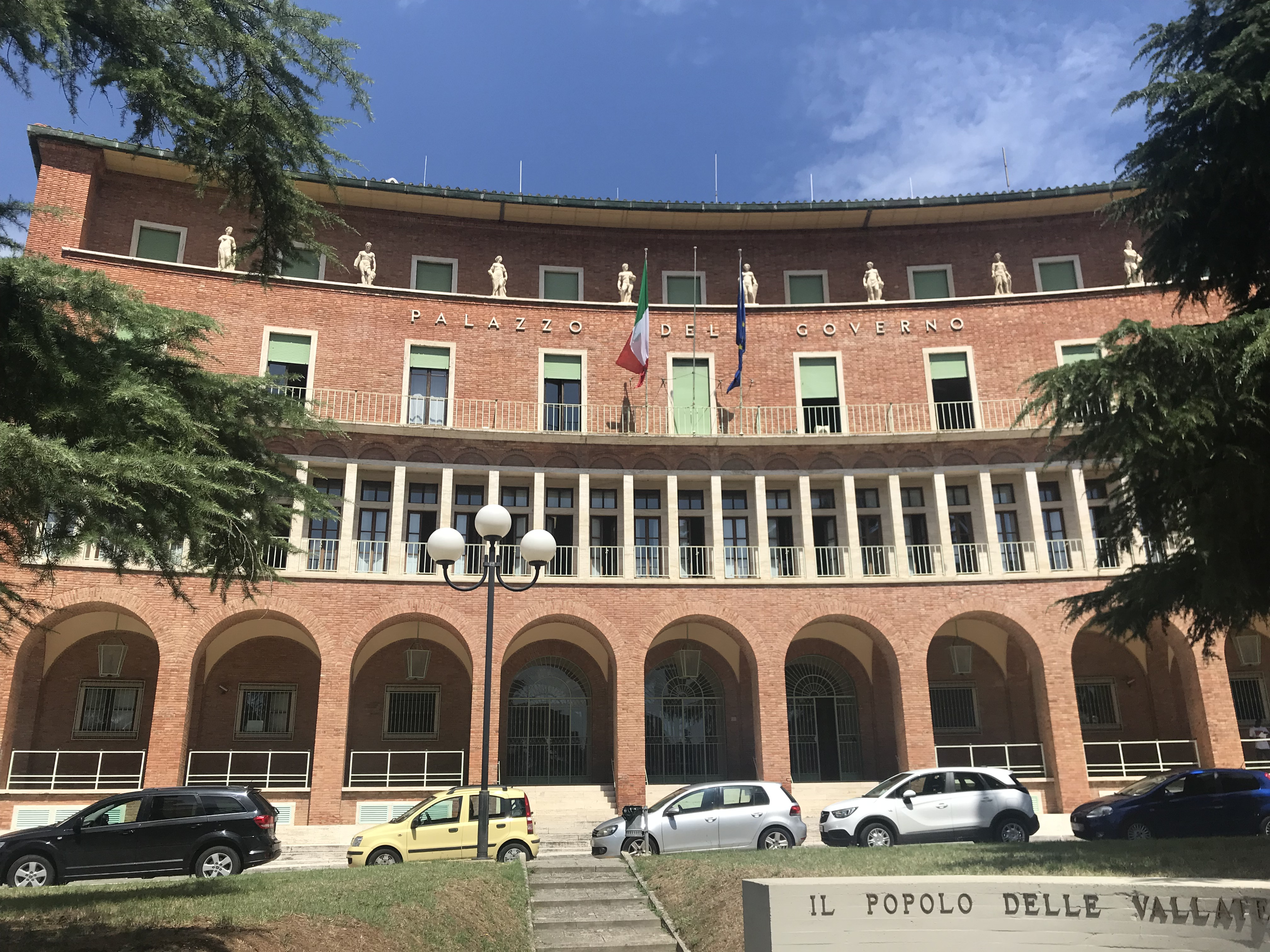
Vista Frontale

Sviluppato su quattro piani fuori terra più uno seminterrato, il palazzo presenta una pianta rettangolare a andamento curvilineo e un fronte principale a esedra. La facciata è scandita orizzontalmente tramite quattro differenti ordini e è caratterizzata dal calibrato equilibrio delle aperture ai vari piani: al piano terra una gradinata in travertino e un portico a nove fornici a tutto sesto ai quali corrispondono altrettante campate voltate a vela; al piano primo una balconata con una loggia dal ritmo serrato dove a ciascuna delle aperture (con cornici in travertino e sovrastante centina in mattoni) corrispondono retrostanti finestre; al piano secondo una semplice balconata, di ridotto spessore, con nove finestre corrispondenti agli archivolti del portico; all'ultimo piano un balcone punteggiato da otto statue 'palladiane' riquadra le retrostanti nove finestre, arretrate rispetto al filo della facciata. I due fronti laterali, anch'essi in mattoni, presentano aperture riquadrate in travertino mentre il retro, semplicemente intonacato, è caratterizzato dalle finestre centinate del vano scale, il cui volume funge da raccordo col salone delle Feste. Per quanto riguarda gli interni, dai tre fornici centrali del portico in facciata si accede ad una grande hall, dominata dalla grande scala di rappresentanza, uno degli elementi più significativi dell'intero progetto: il vano scala, simmetrico e a pianta rettangolare, è dominato da due rampe curvilinee e è caratterizzato sui due lati maggiori da ballatoi con fornici archivoltati e su quelli brevi da una serie di tre finestre archivoltate che grazie all'effetto opalino del termolux e al profilo a feritoia rievocano le aperture delle costruzioni romaniche. La hall distribuisce, su tutti e quattro i piani, ad un corridoio centrale che ripropone longitudinalmente l'andamento concavo del fronte e conduce agli uffici: al piano seminterrato sono situati gli archivi, al piano terra sono collocati la sala della Protezione Civile e la portineria, al piano primo gli uffici amministrativi della Prefettura, al piano secondo quelli del Prefetto, del Capo di Gabinetto e le sale riunioni e al terzo l'appartamento di rappresentanza del Prefetto.

### Salone delle Feste
Dalla hall della Prefettura si accede al Salone delle Feste, caratterizzato da una pianta a campana e concepito da Michelucci come un vero e proprio teatrino. Il volume, traslato verso oriente rispetto all'asse centrale del vano scale, è caratterizzato dall'estrema compattezza dell'impianto e dalla semplicità del fronte - continuo e curvilineo, con poche e semplificate finestre e luci sovrastanti - alla quale fa da contrappunto la raffinatezza degli interni: una sorta di deambulatorio perimetrale, scandito da una teoria di 23 arcate a tutto sesto, definisce lo spazio e inquadra il fondale concavo in cui è collocata la tribuna-palcoscenico; al livello superiore il portico si trasforma in loggia balconata, sempre a fornici archivoltati, sovrastata da un attico con semplici luci rettangolari. Il fronte esterno del salone prospetta, sul lato settentrionale, su un terrazzamento rialzato al quale si accede tramite una scala in travertino: sfruttando il taglio diagonale del lato dell'edificio confinante, il progettista ha qui realizzato un naturale luogo scenico all'aperto con accesso diretto alla sala, oggi in cattivo stato di conservazione.

### Questura
Costituisce un corpo indipendente, con accesso da via Fra' Guittone, il cui fronte rappresenta la naturale prosecuzione della facciata curvilinea del Palazzo del Governo, rispetto alla quale propone un lessico semplificato nella forma come nei materiali. Il fronte principale verso occidente è caratterizzato da un lieve scarto, al quale corrisponde una maggior profondità all'interno, e è scandito su quattro livelli dal semplice impaginato delle finestre rettangolari riquadrate in travertino (nove per piano nel corpo a maggior profondità, cinque nell'altro). Dal portale in travertino, situato all'estremità sinistra della facciata, si accede a un centrale corridoio - che ripropone per tutta la lunghezza dell'edificio l'andamento concavo del fronte - dal quale si accede al doppio corpo degli uffici: due vani scale situati all'estremità conducono ai vari piani. Al piano terra e primo sono situati i servizi per il pubblico, al secondo gli uffici del Questore e al terzo la centrale telecomunicazioni.
Se si esclude la ricostruzione dei danni bellici, l'edificio non ha conosciuto rilevanti interventi strutturali: ciò sta a dimostrare, a circa sessant'anni dall'esecuzione, che tale architettura è stata realizzata a regola d'arte e che alla qualità lessicale fa riscontro una non meno convincente qualità costruttiva. La sala di rappresentanza al primo piano, ora destinata ad uffici amministrativi, è stata frazionata in tre diversi vani: ciò rende illeggibile il mosaico pavimentale in cotto raffigurante i tre momenti della vendemmia, della trebbiatura e della semina.
I locali della Questura sono stati progressivamente frazionati per esigenze di spazio, con pareti in cartongesso e elementi prefabbricati. Data l'insufficienza dei locali, gli uffici della Questura si sono di recente spostati in via Filippo Lippi, nell'area della Caserma della Polizia di Stato "Dino Menci".

## Fortuna critica

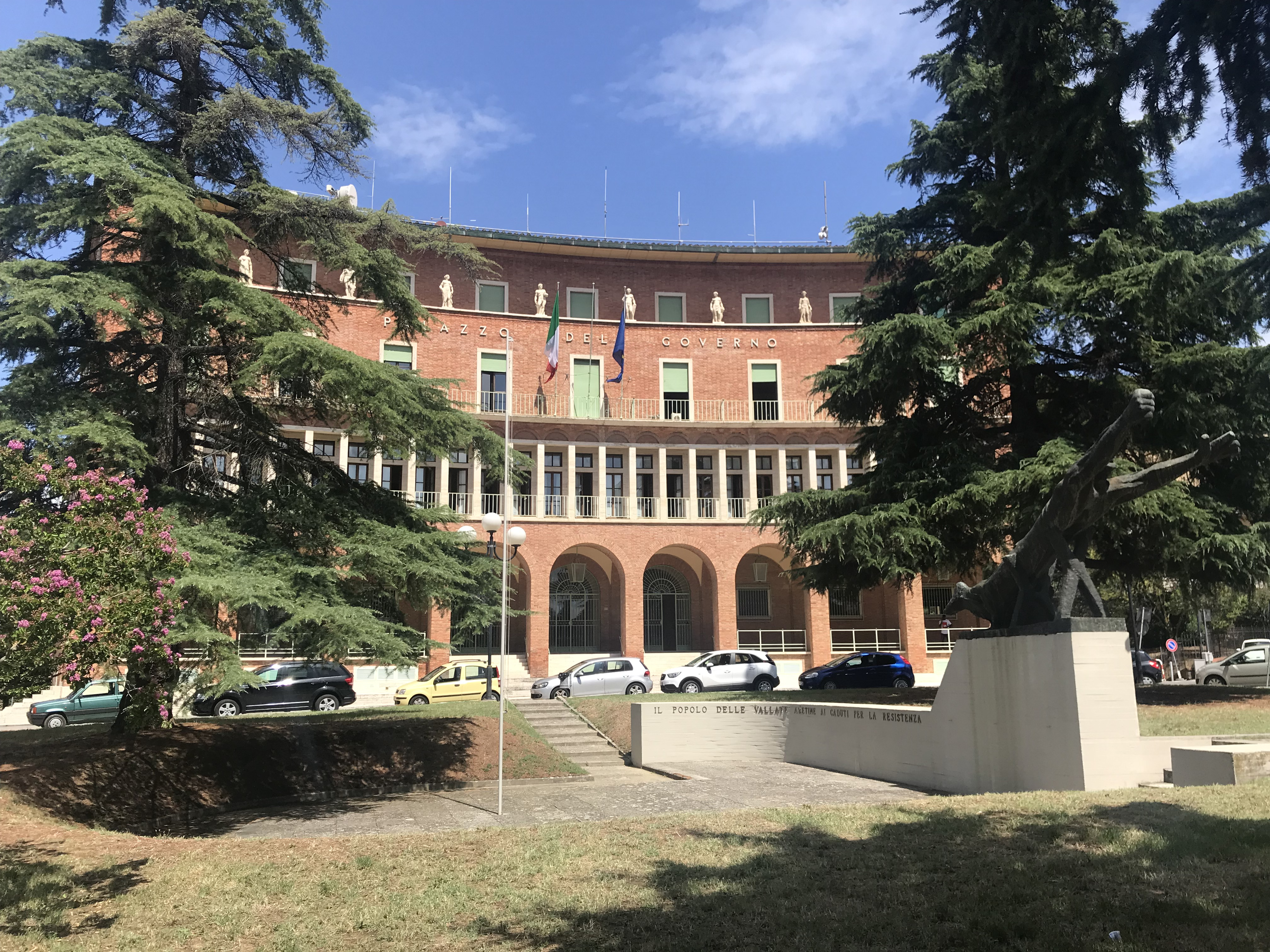
Vista dal giardino

Il Palazzo del Governo ha avuto un'eco immediata nella cultura architettonica dell'epoca e ha conosciuto successivamente, sorte questa comune alla maggior parte delle opere del periodo fascista, un lungo silenzio, più ideologico che sostanziale, sino a recuperare la meritata attenzione a partire dagli anni ottanta. Dalle pagine della rivista da lui diretta, Marcello Piacentini saluta l'inaugurazione del Palazzo del Governo con toni entusiastici, riconoscendo in esso una "tappa importante" nell'evoluzione dell'architettura italiana: "l'indirizzo che già si veniva delineando nella Stazione di Firenze, questo indirizzo tutto toscano, schietto, essenziale noi ritroviamo oggi in questo bello e sereno edificio. Ma con quanta maggiore maturità, e sicurezza e fantasia: e con quale miglior risultato! [...] È questo un bel palazzo italiano, inequivocabilmente immaginato oggi, per i bisogni di oggi. Ha proporzioni equilibrate ed umane, spazi adeguati". La sorte critica di quest'opera michelucciana è stata recentemente sottolineata da Cresti (1993), secondo il quale è probabile che le considerazioni di Piacentini abbiano contribuito, anche per reazione polemica, a condizionare in negativo i coevi e successivi giudizi su questa realizzazione superficialmente aggettivata come 'classica' e 'palladiana' e solo di recente riproposta all'attenzione e rilanciata alla esegesi di indirizzo post-moderno.
In epoca più recente la critica, oltre a concordare unanimemente sul valore del recupero della memoria storica locale operata dal progettista - si veda in particolare il richiamo alle statue in facciata dell'aretino Palazzo Albergotti ed alla concavità del fronte del vicino convento olivetano - ne ha sottolineato sia il valore di segno nel paesaggio urbano che il lessico architettonico: Cozzi e Conforti (1994, 1990) infatti ne rilevano la dimensione paesistica avvalorata e estesa alla piazza antistante e il disegno della facciata concava, sorta di gnomone issato su un podio gradonato che proietta la persuasività monumentale di una grande esedra fino alla stazione, mentre Godoli individua in quest'opera un tratto distintivo del classicismo sui generis di Michelucci: pur assumendone la sintassi, e rigettandone il lessico, egli appare infatti padrone della variazione della regola, svuotando il linguaggio rigidamente istituzionalizzato della retorica di regime. Per Cresti (1993) l'edificio merita inoltre un ripensamento: apparso inizialmente come il prodotto di un momento di involuzione e di ripiegamento dopo la Stazione di Firenze, appare oggi come una delle tappe iniziali del percorso intrapreso da Michelucci alla ricerca di un'architettura e di uno spazio conformati da un linguaggio costruttivo tradizionale; un percorso coraggioso, di precoce orientamento neoromantico, compiuto attraverso le esortazioni creative della cultura autoctona e delle potenzialità evocative dei luoghi.